# 62 км (зупинний пункт, Придніпровська залізниця)
62 кіломе́тр — пасажирський залізничний зупинний пункт Запорізької дирекції Придніпровської залізниці на неелектрифікованій лінії Чаплине — Пологи між станціями Гайчур (19 км) та Гуляйполе (2 км). Розташований в селі Староукраїнка Пологівського району Запорізької області.

## Пасажирське сполучення
Через зупинний пункт Платформа 62 км щоденно курсувала одна пара приміських поїздів сполученням Пологи — Чаплине. Наразі пасажирське сполучення припинено.